# Ladotyri Mytilinis

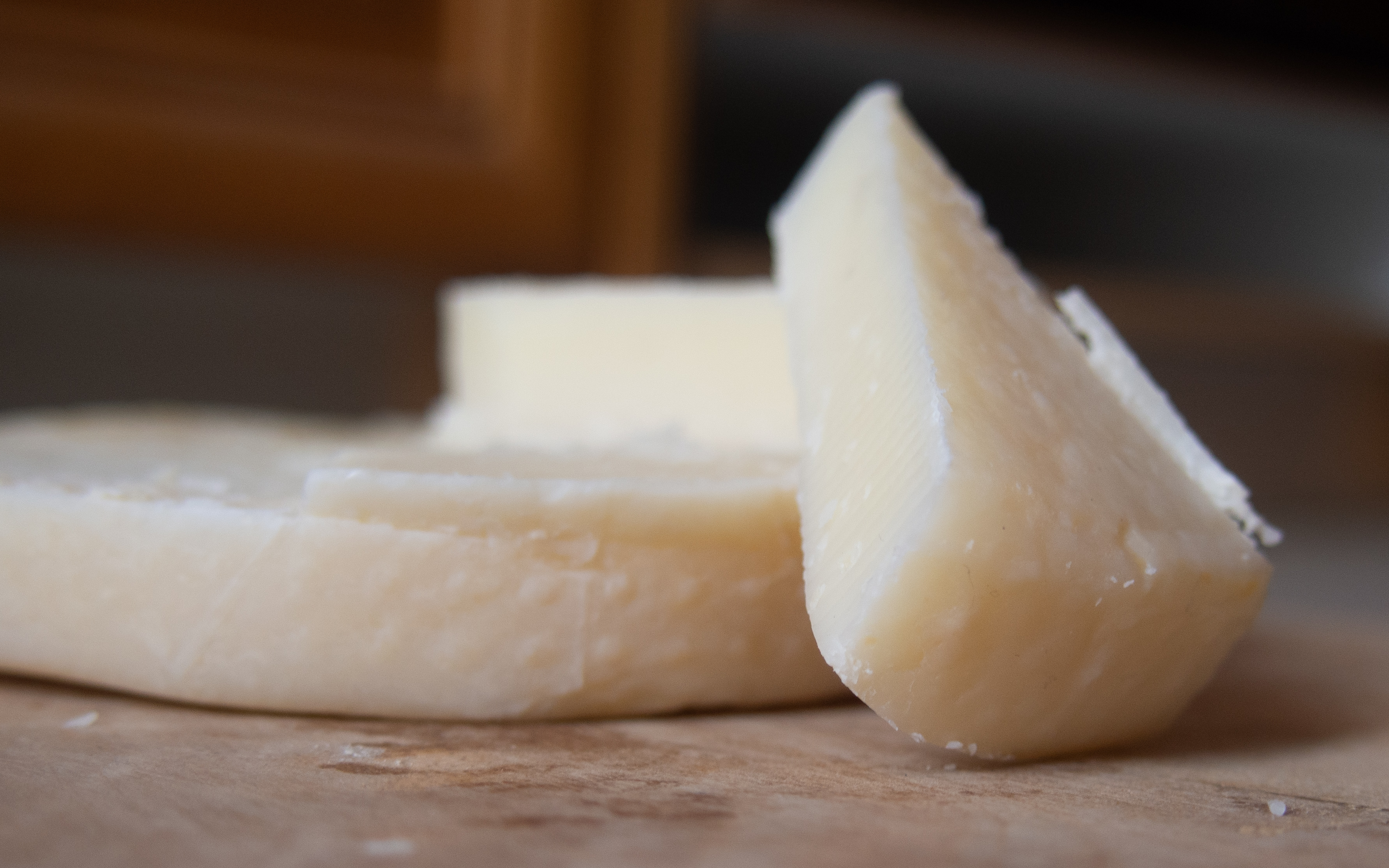
Ladotyri Mytilinis

Ladotyri Mytilinis (griechisch λαδοτύρι Μυτιλήνης [laðɔˈtiri mitiˈlinis]) ist ein Hartkäse aus Griechenland, der ausschließlich auf der Insel Lesbos hergestellt wird und über die Grenzen Griechenlands hinaus bekannt ist. Seinen Namen verdankt er der Hauptstadt der Insel, Mytilini.

## Geschichte und Herkunft

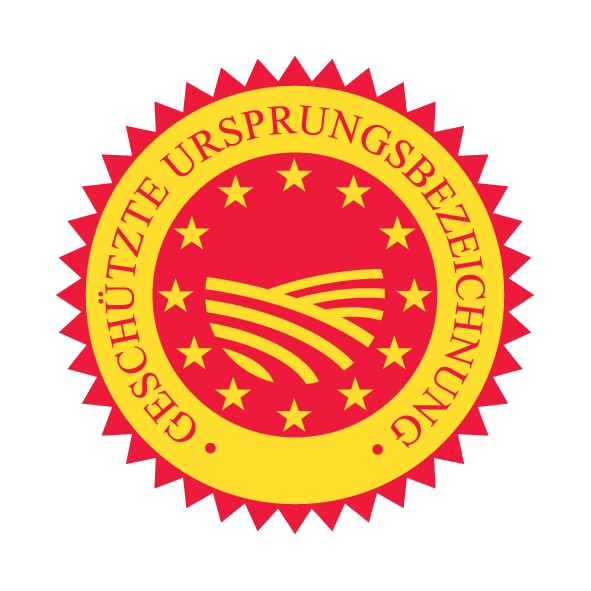
Herkunftsbezeichnung

Ladotyri bedeutet Ölkäse (griechisch [laði] λάδι Öl, [tiˈri] τυρί Käse). Diese Bezeichnung lässt sich durch den Entstehungsprozess und die Aufbewahrung des Käses erklären. Nachdem der Ladotyri gereift ist, kommt er eine Zeit lang in Olivenöl und erhält so seinen charakteristischen Geschmack. Er gilt als eine der ältesten Käsearten Griechenlands und soll schon in der Antike hergestellt worden sein. Als die Haushalte noch nicht über Kühlschränke und gute Kühlmöglichkeiten verfügten, ließ man den Käse bis zum Verzehr im Öl.
Als Ladotyri Mytilinis gehört er seit 1996 zu den Produkten mit geschützter Ursprungsbezeichnung. Für seine Herstellung wird eine Mischung aus pasteurisierter Schaf- und Ziegenmilch, Speisesalz und Lab verwendet. Dabei übersteigt der Ziegenmilchanteil nie 30 %, üblich sind meist 12 % Ziegenmilch. Produziert wird Ladotyri Mytilinis ausschließlich von kleinen Käsereien auf Lesbos. Auch die verwendete Milch stammt von natürlich gehaltenen Schafen und Ziegen innerhalb des geographischen Gebiets, die sich von den Pflanzen der Insel ernähren. Maximal 48 Stunden nach dem Melken wird das Ziegen- und Schafmilchgemisch zu Käse verarbeitet. In dafür vorgesehenen Käseformen reift Ladotyri bei 12–18 °C in 3 Monaten heran und kommt anschließend noch in Olivenöl, das ebenfalls von der Insel Lesbos stammt.
Zur besseren Haltbarkeit wird der Käselaib heute, wenn er nicht in Öl gelagert wird, vor dem Verkauf oft mit einer dünnen Schicht Paraffin überzogen.

## Beschreibung
Durch den niedrigen Chlorophyllgehalt des Olivenöls hat Ladotyri Mytilinis eine goldgelbe Färbung. Sein Geschmack ist würzig und relativ salzig. Er hat keine Löcher. Im Durchschnitt liegt sein Fettgehalt bei 36 % und der zulässige maximale Feuchtigkeitsgehalt bei 31,6 %. Ladotyri wird in kleinen, zylinderförmigen Käselaiben hergestellt. Ein Laib ist bis zu 12 cm hoch, hat einen Durchmesser von ca. 10 cm und wiegt maximal 1,2 kg. Wegen seiner Form wird dieser Laib auch Kefalaki (griechisch κεφαλάκι Köpfchen) genannt. Im Verkauf wird Ladotyri als ganzes Kefalaki oder auch in Stücken angeboten.

## Verwendung
Ladotyri Mytilinis wird gern als Vorspeise zu Ouzo gereicht, entweder in kleinen Stückchen oder als dicke Scheibe in Öl gebraten. Der gebratene Käse wird dann Ladotyri Saganaki (griechisch σαγανάκι) genannt. Außerdem verfeinert Ladotyri alle Gerichte, bei denen Käse zum Überbacken im Ofen benutzt wird, wie zum Beispiel Sfougato, einen Zucchini-Käse-Auflauf aus Lesbos.